# 須磨周司
須磨　周司（すま　しゅうじ、1947年 - 1999年 ）は福岡県出身の日本の柔道家。174cm。95kg。

## 経歴
南筑高校3年の時にインターハイ重量級で優勝した。明治大学進学後は全日本学生の軽重量級と重量級で優勝を果たした。さらに1968年の世界学生では軽重量級と無差別の2階級制覇を達成した。1969年の世界選手権重量級では、準決勝で松永満雄を袈裟固で破ると、決勝では西ドイツのクラウス・グラーンを背負投で破って優勝を果たした。

## 主な戦績
- 1964年 -　インターハイ　重量級　優勝
- 1966年 -　全日本学生　重量級　優勝
- 1968年 -　全日本学生　軽重量級　優勝
- 1968年 -　世界学生　軽重量級　優勝　無差別　優勝
- 1969年 -　世界選手権　重量級　優勝